# Unterellen
Unterellen ist ein Ortsteil der Gemeinde Gerstungen im Wartburgkreis.

## Geographie
Naturräumlich liegt Unterellen im Talgebiet der mittleren Werra, am Westrand des Thüringer Waldes. Die geographische Höhe des Ortes beträgt 240 m ü. NN.

### Nachbargemeinden und -städte
Die nächstgrößeren Städte und Gemeinden sind die Stadt Werra-Suhl-Tal, die Gemeinde Gerstungen und die Stadt Eisenach. Unterellen grenzt im Norden an Lauchröden, im Osten an den Eisenacher Stadtteil Neuenhof-Hörschel und an den Gerstunger Gemeindeteil Oberellen, im Süden und Westen an die Berkaer Stadtteile Wünschensuhl, Fernbreitenbach und Herda sowie nochmals (direkt) an Gerstungen.

### Geologie und Bodenschätze
Geologisch betrachtet liegt der Ort in der Formation Trias. Unter Tage befinden sich vor allem an der Grenze zu Neuenhof und Lauchröden geringe Kupfererzvorkommen, welche man im 18. Jahrhundert für den Bergbau nutzbar machte.
Obertägig wurden an mehreren Stellen in der Gemarkung hochwertiger Sandstein, Sand, Kies und Ton abgebaut.

### Berge
Die Ortslage liegt bei (215 m ü. NN) bis (230 m ü. NN). Die Landschaft um das Dorf wird von zahlreichen Kuppen, Hügeln und meist bewaldeten Bergen geprägt, hierzu zählen: Flenselsberg (306,7 m ü. NN), Dietrichsberg (293,2 m ü. NN), Meisenberg (319,1 m ü. NN), Mittelberg(268,4 m ü. NN), Heidersberg (313,1 m ü. NN), Quisberg (291,9 m ü. NN). Die höchste Erhebung befindet sich im Norden in der Flur Am Schlotter (321,7 m ü. NN). Dieser Punkt befindet sich am Südhang des Großen Herzberges (382 m ü. NN).

### Gewässer

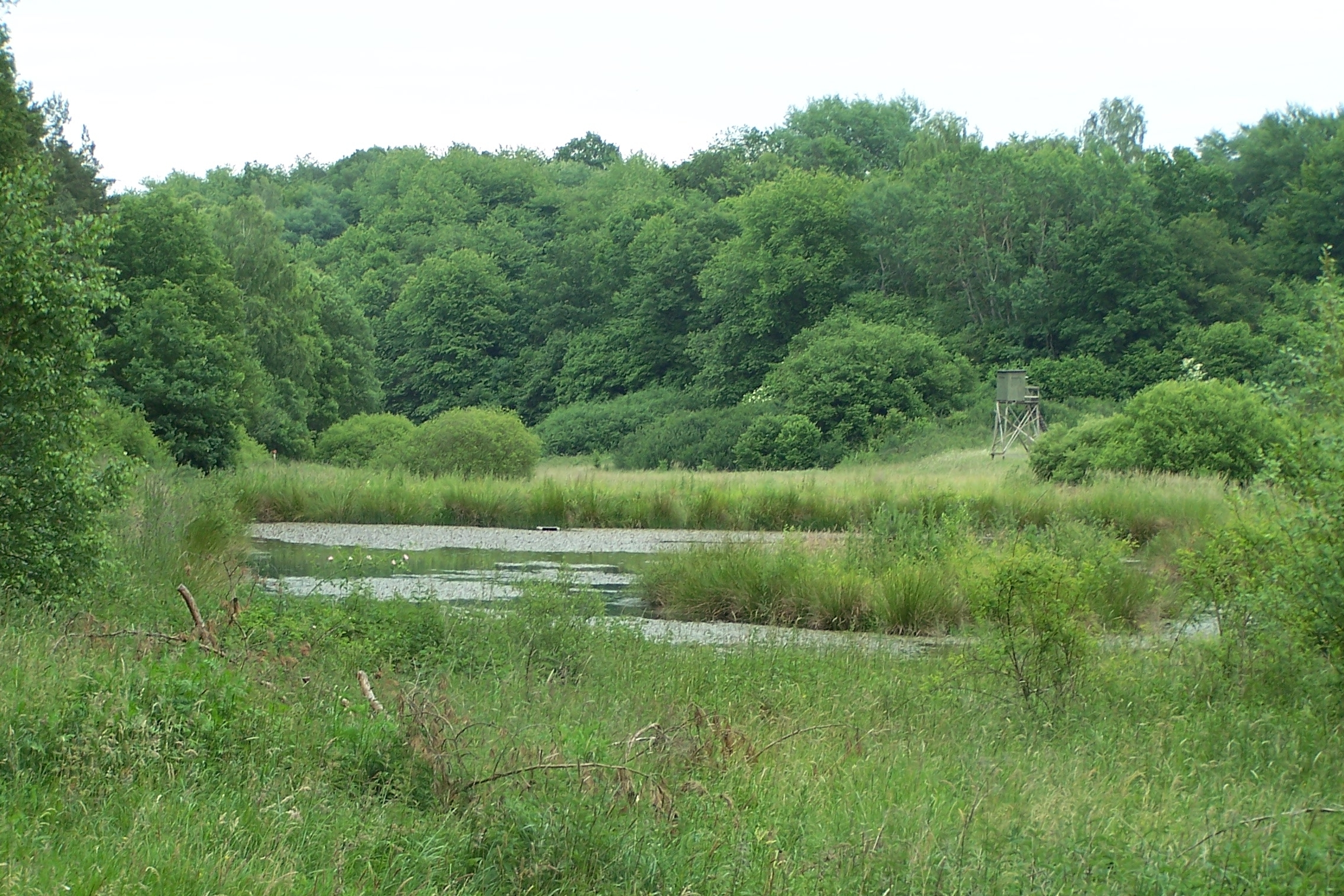
Im Höllgrund, 2 km südlich der Ortslage

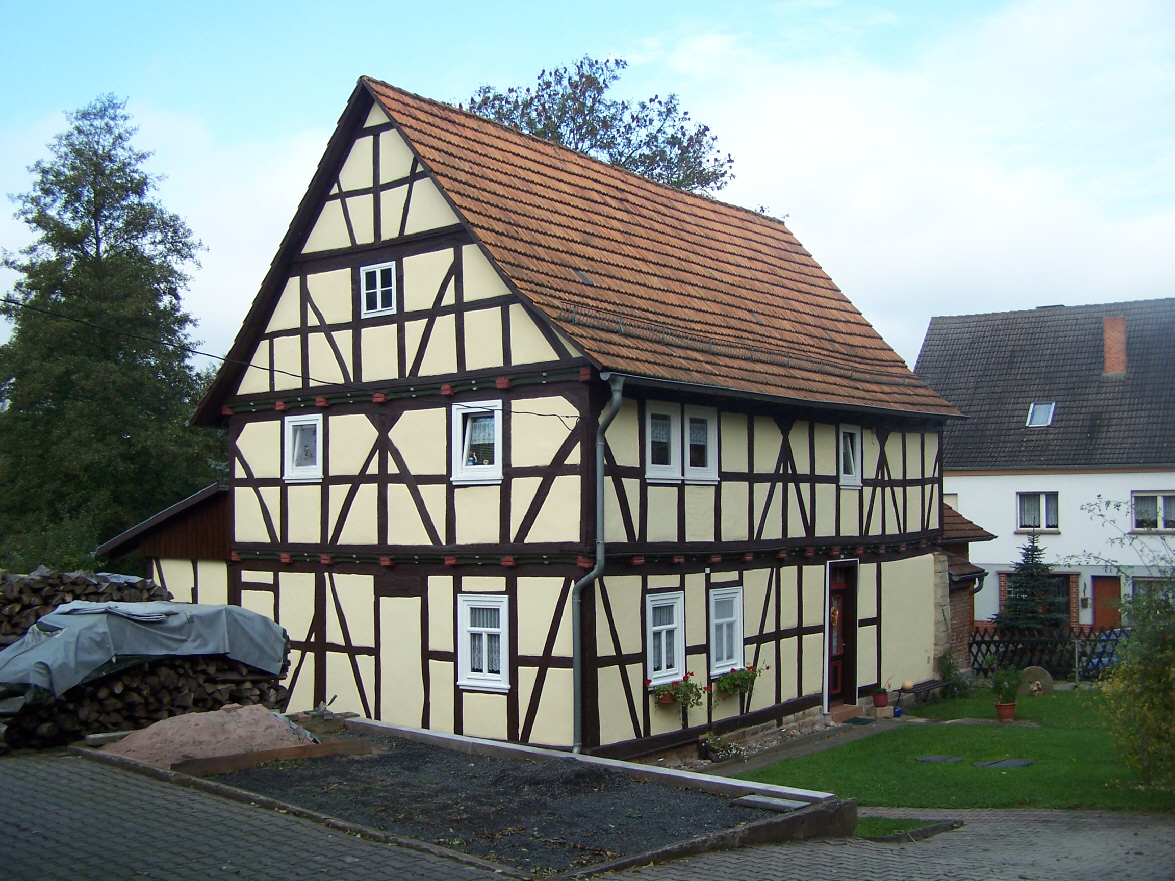
Wohnhaus der Mühle von Unterellen

Der Ort liegt im Eltetal, einem schmalen Seitental der Werra am Westrand des Thüringer Waldes. Ein auch im Unterlauf noch weitgehend naturbelassenes Gewässer ist das ursprünglich namengebende kleine Flüsschen Elte. Bei Unterellen münden drei kleinere Zuflüsse in die Elte: von rechts der 1300 m lange Schulbach (auch Rohrbach genannt), von links der 1700 m lange Wingmichbach und der 2500 m lange Kubigbach. Dieser ist mit kleinen Stauteichen für die Fischzucht versehen. In der Ortslage bestand zum Betrieb der Mühle(n) ein kurzer Stichgraben, der von der Elte gespeist wurde. Über den Dietrichsberg verläuft die Wasserscheide zwischen den Flüssen Elte und Suhl.

## Geschichte

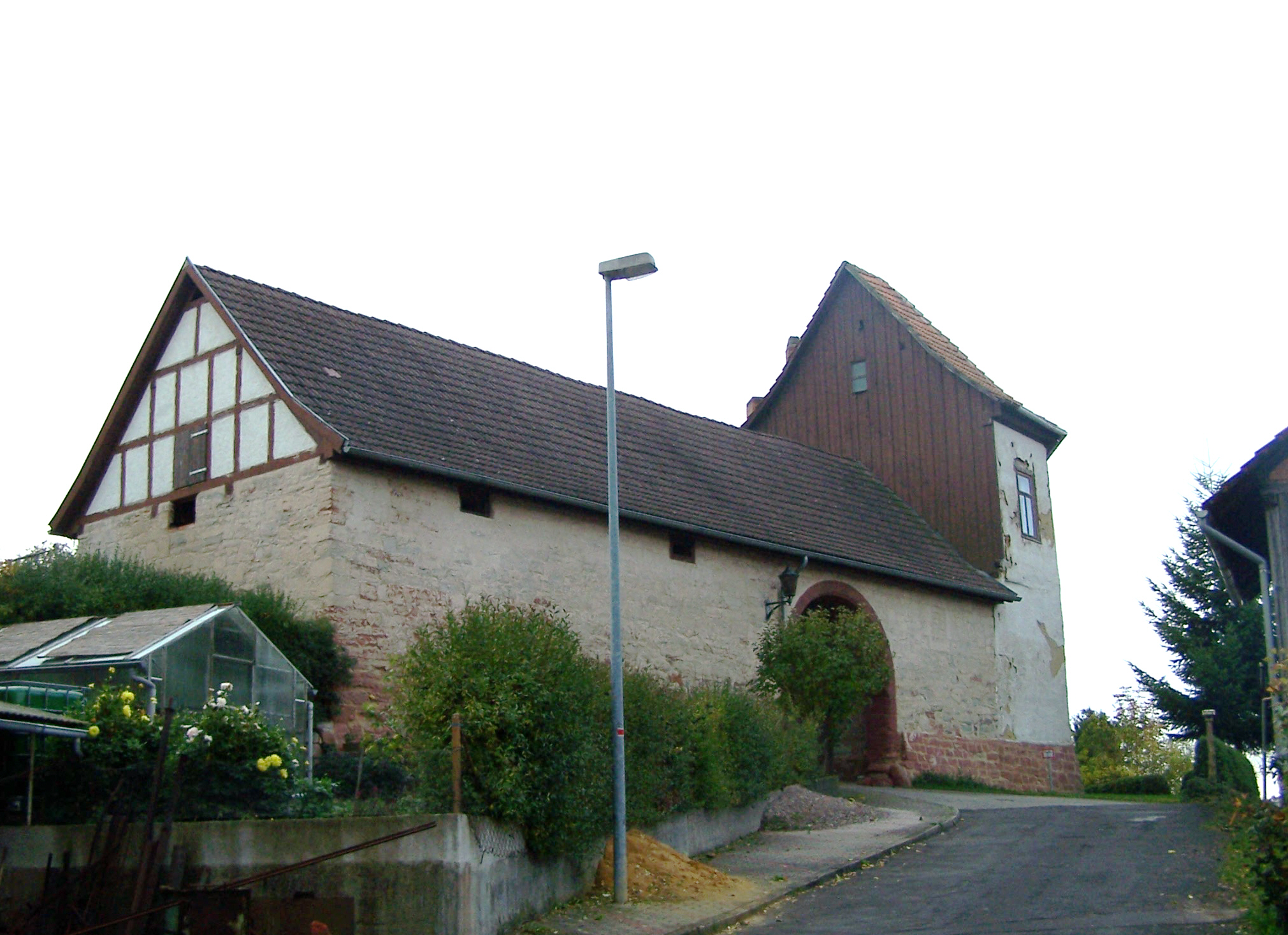
Das Torhaus der Burganlage

Unterellen entstand an der Eltefurt einer alten Heerstraße von Gerstungen zum Clausberg. Die erste urkundliche Erwähnung Unterellens erfolgte mit Sicherheit 1138 in einer Urkunde, mit der Berthrada, Witwe des Ritters Christian von Goldbach, mittelbar die Lehnsrechte an einem Gut in Elendi an das Kloster Fulda gibt. Da besagte von Goldbachs bereits im Jahr 1121 ihr Erbgut in Oberellen an Reinhardsbrunn gegeben hatten, muss mit besagtem Elendi das Dorf Unterellen gemeint sein. Der Ort Unterellen – noch in der Schreibweise Nieder-Elln wurde auch 1367 urkundlich erwähnt. Reinhard von Brandenburg verkaufte damals die Hälfte des Dorfes Unterellen (Nieder-Elln) an die Gebrüder von Heringen. Auf Grundlage dieser Quelle wurde im Juli 1992 die 625-Jahr-Feier begangen.
Unterellen befand sich im Mittelalter räumlich zwischen den beiden Burgen Breitenbach (ein hersfeldischer Amtssitz und Wasserburg bei Hausbreitenbach) und der Doppelburganlage der Brandenburg bei Lauchröden. Der Ort gehörte zunächst zum Herrschaftsbereich der Brandenburg und wurde daher als zum brandenburgische Gerichte zugehörig genannt, administrativ gehörte der Ort zum wettinischen Amt Wartburg (Sachsen-Eisenach).
Die Herren von Herda waren zu einer späteren Zeit die Hauptbesitzer der Ostburg der Brandenburg. Diese wurden 1483 mit einem halben Vorwerk (Rittergut) zu Nieder-Elln belehnt. Mit dem Lehen wurde vom Lehnsherrn der Auftrag verbunden, die Handelsstraße von Hessen bis Eisenach zu überwachen. Zwei weitere adelige Güter befanden sich im Besitz der Ritterfamilie von Linsingen und gelangte 1530 an die Familie derer von Trott zu Solz.
Die Einwohner Unterellens lebten von Landwirtschaft oder waren als Fuhrleute und Anspänner auf den Handelsstraßen zwischen Frankfurt und Leipzig unterwegs. Im Ort bestand mindestens eine Mühle.
Am Herzberg bei Neuenhof entdeckte man wahrscheinlich schon um das Jahr 1500 Kupfererzvorkommen und betrieb bis in das 19. Jahrhundert Bergbau. In zahlreichen Steinbrüchen wurde der im Umland begehrte rotfarbige Buntsandstein gebrochen.
Am Ausgang des Flenselsgrabens befand sich das Dorf Flensingen, das wohl 1317, als es von der Propstei Oberellen gekauft wurde, bereits eine Wüstung war.
In der Nähe des Ortes befand sich auf dem Dietrichsberg ein Vorwerk der Herren von Herda, welches noch im 20. Jahrhundert als Gutswirtschaft bestand. Dort gab es auch bis 1922 eine Försterei.
Die Herdaer Forste – namentlich der benachbarte Böller – müssen für die Jagd ergiebig gewesen sein, denn recht häufig wurden hier Jägerlager aufgeschlagen. Rings um das Dorf markieren zahlreiche Hohlwege die alten Handelsstraßen in Richtung Gerstungen und Eisenach.
Im Verlauf der Geschichte wurde der Ort oft von durchziehenden Heeren heimgesucht und geplündert. Im Jahr 1813 zog Napoleon mit seinem Heer am Dietrichsberg vorbei. Daran erinnert ein dort befindlicher Gedenkstein. Seit dem 16. März 2004 ist Unterellen ein Teil der Gemeinde Gerstungen.

## Bevölkerung

### Religion und Konfessionen
Unterellen gehörte ursprünglich zum Dekanat Eckhardtshausen. Im 16. Jahrhundert war die Region um Herda und Gerstungen ein Zentrum der Täufer. Fritz Erbe, ein wohlhabender Bauer aus dem Nachbardorf Herda, ihr bekanntester Vertreter, starb nach jahrelanger Haft im Verlies auf der Wartburg. Heute gehört Unterellen zur Superintendentur Gerstungen, das Pfarramt der evangelisch-lutherischen Kirchengemeinde befindet sich im Nachbarort Lauchröden.

### Studie zur Untereller Mundart
Als Beleg und Quelle zur Analyse der deutschen Sprachentwicklung wurde in einem Forschungsprojekt repräsentativ für Westthüringen die Untereller Bevölkerung über mehrere Jahrzehnte sprachwissenschaftlich untersucht und damit der dramatische Rückgang der heimischen Dialektsprache belegt.

## Kultur und Sehenswürdigkeiten

### Gesangsvereine
Bereits im November 1912 wurde in Unterellen der Männergesangsverein Einigkeit gegründet. Als gemischter Chor wurde 1949 der Kirchenchor Unterellen gegründet, der sich bevorzugt den Erfordernissen des kirchlichen Lebens widmet.

### Sportvereine
Der Sportverein Germania wurde 1909 als Turnverein gegründet. Er hat gegenwärtig etwa 120 Mitglieder. Schwerpunkt der Vereinstätigkeit sind Fußball und Gymnastik. Der Schützenverein St. Hubertus Unterellen e. V. wurde 1994 gegründet. Er hat heute 20 Mitglieder.
Vor der Neugründung des Fischerei-Vereins bestand eine enge Verbindung im Verband Deutscher Sportfischer e. V. mit der Ortsgruppe des Nachbarortes Lauchröden.

### Feuerwehrverein
Der erste Feuerwehrverein in Unterellen entstand in den 1920er Jahren. Der heutige Feuerwehrverein Unterellen e. V. wurde im Januar 1992 gegründet.

### Ortsbild

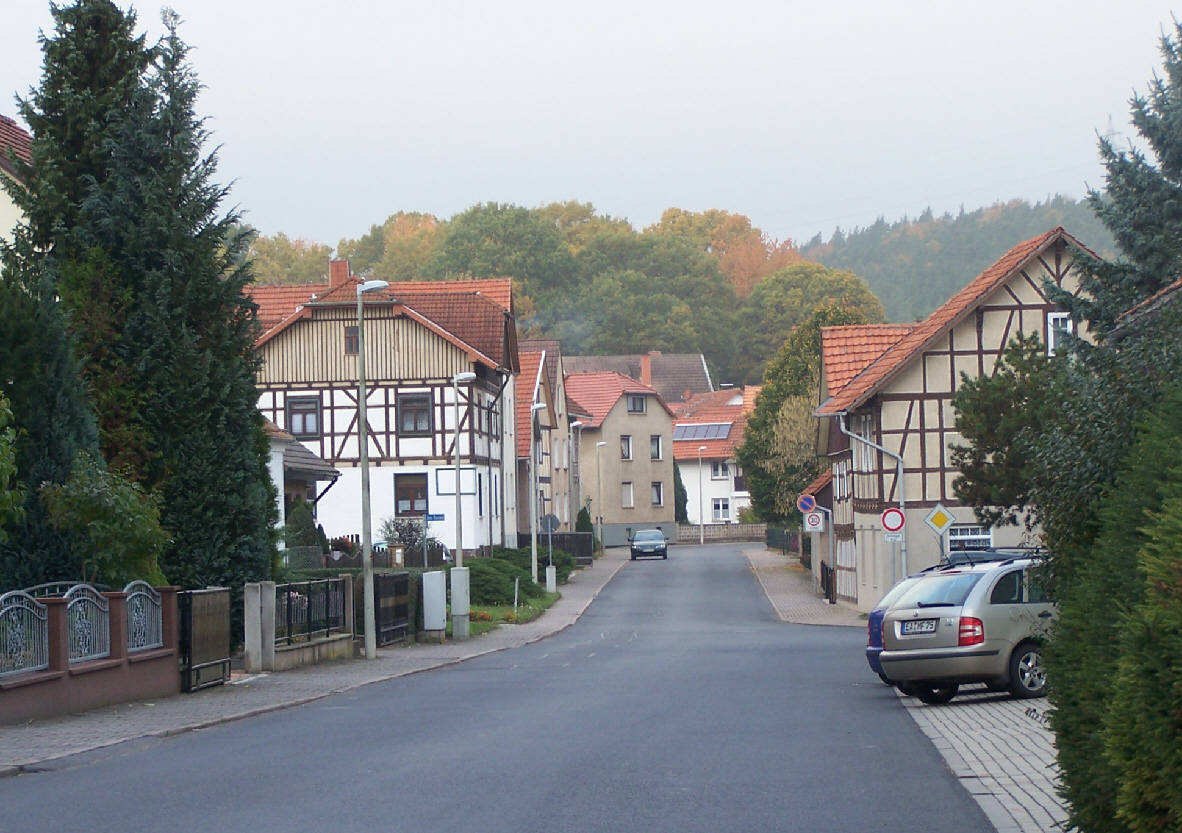
Am Rasen / Im kleinen Dorf

Die Anlage Unterellens folgt keinem bekannten Gründungsschema. Es gibt das Kleindorf und das Großdorf. Beide haben eine zeitlich unterschiedliche Geschichte. Während das Kleindorf um ein von Gerstungen aus gebautes fuldaisches Klostergut nach 744 entstand, wurde das Großdorf vermutlich zwischen 926 und 933 in Folge der Ungarneinfälle als Furtsicherung angelegt und mit Wehrbauern besetzt. Indizien dafür sind: Die größten Bauernhöfe liegen quer zur Elte in der Talsohle. Der Verlauf der Elte wurde bewusst verändert, um einen wasserburg-ähnlichen Bereich um die heutige Kirche zu schaffen, der direkt an der Furt lag. Dazu wurden zwei uralte Straßen, die sich vordem außerhalb des Ortes im Bereich des Herzberges/ Bettelbuche kreuzten, verlegt und in der Furt Unterellen vereinigt. Beide waren damit kontrollier- und sperrbar. Eine dieser Straßen schnitt von Fulda kommend bei Kreuzberg (dem heutigen Philippsthal) die Werra querend über Wünschensuhl, Unterellen nach Wartha/Neuenhof führend den Werrabogen in Richtung Eschwege. Die andere Strecke kam aus dem Raum Köln über Hersfeld, Gerstungen nach Unterellen und führte über den Claußbergpass ins Hörseltal um sich hier in eine nördliche (Mühlhausen), eine nordöstliche (Langensalza) und eine östliche (Erfurt, Leipzig) zu verzweigen. Gleichzeitig mit der Furtbebauung entstand oberhalb des neuen Großdorfes eine Fluchtburg auf dem Gelände des heutigen Schlosses, die die neue Eisenacher Straße an ihrer Einmündung in das Tal kontrollieren konnte. Mit der Straßenverlegung verlor das Dorf Flensingen seine Existenzgrundlage, wurde von seinen Bewohnern, die sich größtenteils in Unterellen ansiedelten, verlassen, und so zur Wüstung.

### Kirche

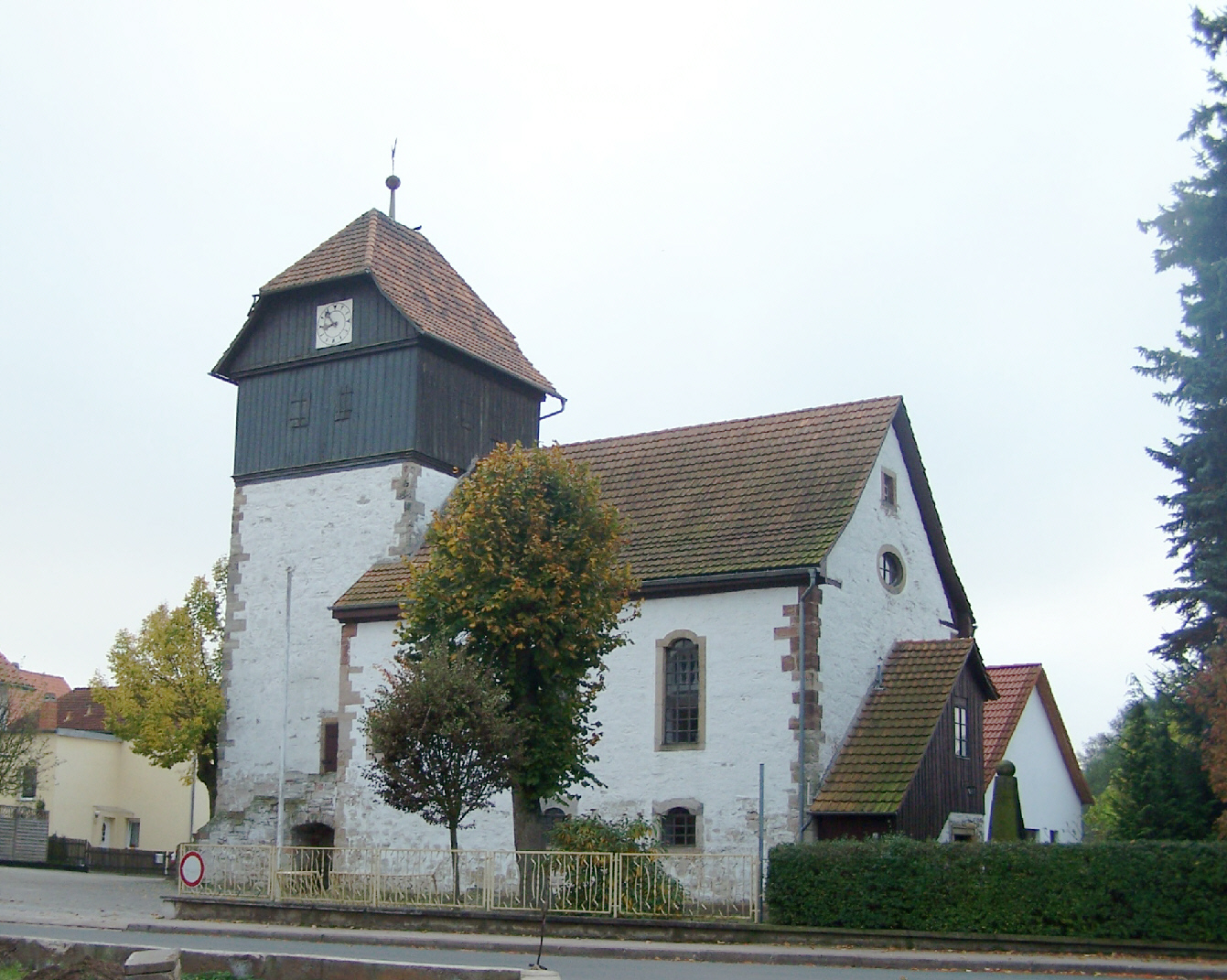
Die Kirche

Die Kirche von Unterellen stammt wahrscheinlich aus dem 15. Jahrhundert. Die an den Mauern angebrachten Jahreszahlen und die Baubefunde berichten von mehreren Umbauten des aus heimischen Sandstein unmittelbar am Flussufer errichteten Sakralbaues. Ihre heutige Gestalt erhielt die Kirche beim letzten Umbau im Jahr 1714. Die noch vorhandene Glocke wurde 1463 gegossen.

### Schloss

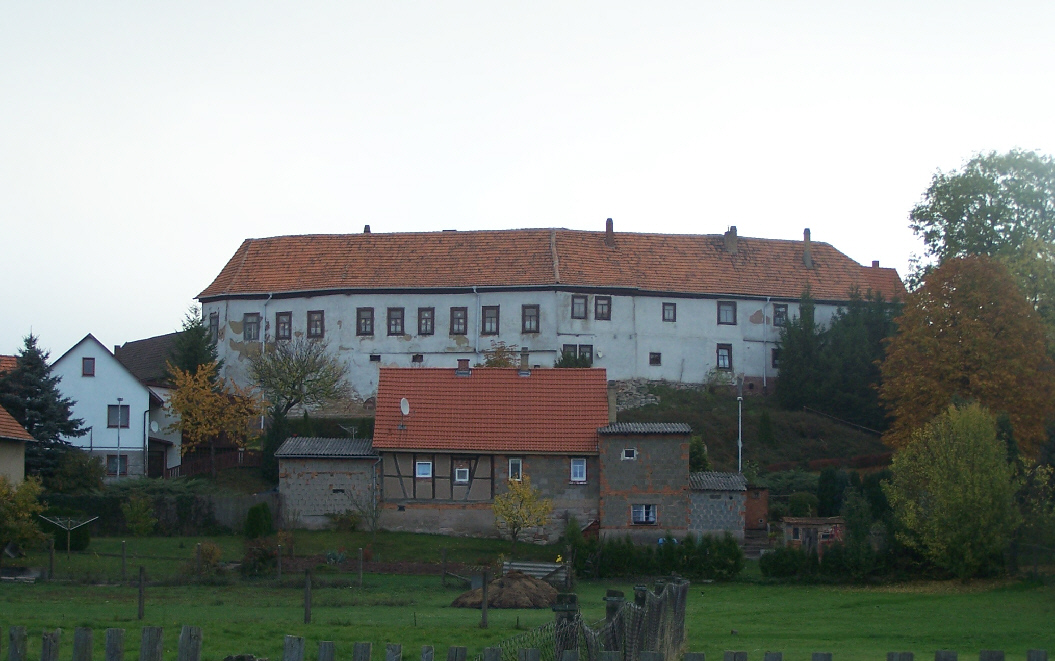
Das Schloss in Unterellen

Den Ort überragt die spätmittelalterliche Schlossanlage: Schon im 15. Jahrhundert hatte die Adelsfamilie von Herda damit begonnen, diese mittelalterliche Wehranlage als einen weiteren Familiensitz auszubauen. Im Hof findet man an originaler Bausubstanz neben einigen gotischen Portalen auch einen in die Mauer eingefügten steinernen Kopf – wohl ein Abwehrzauber. Von der Wehranlagen selbst sind nur noch die massiven Außenmauern der Hauptgebäude und das Burgtor erhalten geblieben. Große Bereiche der einstigen Burganlage wurden im 20. Jahrhundert aufgegeben und nach dem baulichen Verfall abgerissen. Die Anlage wurde bis zum Jahre 2025 als Kindertagesstätte von den Untereller Schlossgespenstern genutzt. Die weitere Nutzung des Schlossgebäudes wird aktuell diskutiert.

### DenkmalWillkommensstein
Etwa drei Kilometer südlich des Ortes führt der Sallmannshäuser Rennsteig als ein regionaler Wanderweg über den Dietrichsberg. Hier trifft man auf einen Gedenkstein – der Willkommensstein erinnert an den Freudentag der glücklichen Rückkehr des Gutsbesitzers vom Dietrichsberg aus den Napoleonischen Kriegen im Jahr 1813.

## Wirtschaft

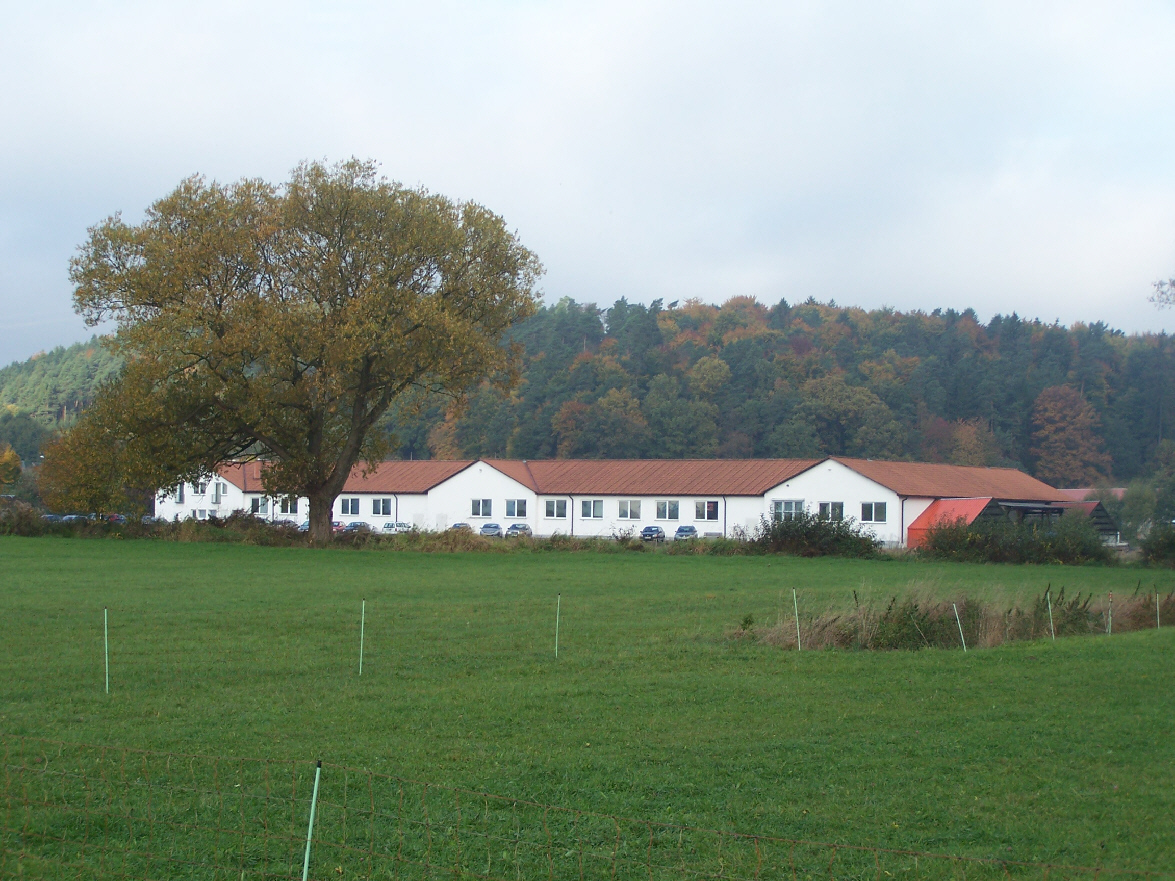
Gewerbegebiet Auf der Aue

Im Gewerbe- und Industriegebiet Auf der Aue am westlichen Ortsrand sind neben Agrarbetrieben auch die Industrieunternehmen
- BGE Elektrotechnik GmbH Unterellen
- Bernhard Schäfer Werkzeug- und Sondermaschinenbau GmbH
- Elektro-Mechanik-Unterellen (EMU) GmbH

ansässig geworden.

## Verkehr

### Straßenverkehr
Die Anschlussstelle 36 (Gerstungen) der A 4 erreicht man über die L1020 – Fahrstrecke 12 Kilometer. Die Anschlussstelle 37 (Wommen) der A 4 erreicht man über Lauchröden, Sallmannshausen und Neustädt nach 12 Kilometern.

### Schienenverkehr
Bedingt durch die Deutsche Teilung wurde 1962 die Bahnstrecke Förtha–Gerstungen mit dem Haltepunkt Dietrichsberg erbaut. Nach der Wiederinbetriebnahme der Werratalbahn auf der ursprünglichen Strecke über Herleshausen wurde die Bahnstrecke über Förtha 1993 abgebaut.
Für heutige Bahnreisende besteht Anschluss an die Werratalbahn in Gerstungen und Herleshausen.

### Öffentlicher Personennahverkehr
Unterellen wird durch die Buslinien L50, L51 und L93 der Kommunalen Personennahverkehrsgesellschaft Eisenach bedient.

## Persönlichkeiten
- Johann Christoph Wentzel (1659–1723), Arzt, Gymnasiallehrer und Schriftsteller
- Richard Wagner (1847–1932), deutscher Lehrer, Geologe und Paläontologe